# Erdey Ferenc
Erdey Ferenc (Módos, Torontál vármegye, 1895. május 13. – Budapest, 1966. december 31.) vallásfilozófus, eszperantista.

## Életpályája
Szülei Erdey Gyula vasúti tisztviselő és Weber Emília voltak.  Újvidéken járt gimnáziumba, majd Kalocsán  volt papnövendék.  Svájcban, a fribourgi egyetemen tanult teológia, bölcsészet szakon  1913 és 1919 között. Doktori címet szerzett. 1918. július 14-én szentelték pappá. Ezután két éven át Svájcban lelkipásztorkéntodott. Először a champexi fürdőben lelkész, majd a fribourgi Szent János plébánián. Főleg munkásokkal foglalkozott. 1920. július végén májusban került vissza Magyarországra a svájci gyermeknyaraltatási bizottság megbízásából Svájcba küldött magyar gyermekek lelki gondozójaként. 1920. szeptembertől 1921. márciusig Jánoshalmán káplán. 1922-től Kalocsán  működött főszentszéki jegyzőként, érseki szertartóként  és levéltárosként. 1923 és 1925 között a kalocsai nagyszeminárium filozófiatanára.  1926-tól a kalocsai Árpád Könyveket, 1926 és 1932 között a kalocsai Diáknaptár első négy évfolyamát szerkesztette. 1926-1939: az általa szervezett Érs. Tanítók Háza igazgatója, a tanítóképző és a polgári iskola hittanára. 1928-tól zsinati bíró. 1929-ben a Szent István Akadémia  tagja. 1931-től a budapesti egyetem magántanára. 1939-től a budapesti Központi Papnevelő Intézet lelki igazgatója. 1942-től ő szerkesztette a budapesti Jézus Szíve Hirnökét. 1946. szeptemberben az egyetem hittudományi karának tanára lett. 1953-ban a Központi Hittudományi Akadémia filozófiai tanszékének tanára lett.  Az Országos Magyar Esperanto Egyesületnek az elnöke volt. A budapesti egyetem bekebelezett teológiai doktora.

## Kutatási területe
Munkásságának fő területe Aquinói Szent Tamás Summájának feldolgozása a keresztény bölcselet, elsősorban metafizikai és kozmológiai szempontból, továbbá a középkor bölcseleti irányzatainak bírálata volt.

## Főbb művei
- Synopsis Philosophiae Scholasticae (I-VII., Budapest-Torino)
- A cserkészpedagógia alapelve Aquinói Sz. Tamás elméletének világánál. (Kalocsa, 1924.) – Új utak erkölcstanításunk rendszerében. (Kalocsa, 1926.)
- Kant valláserkölcsi világnézete. (Szent István Könyvek 68., Budapest, 1929.)
- Mi irányítsa a modern gondolkodást? (Kalocsa, 1929.)
- Egy fejezet a középkori sportetika történetéből. A sport kérdése Aquinói Szt. Tamásnál. (Orsz. Testnevelési Tanács Könyvtára 44., Budapest, 1930.)
- Szellemi kultúrélet a 13. sz.-ban és Szent Tamás. (Aquinói Szt. Tamás és a modern kultúra. 1., Kalocsa, 1930.)
- A 13. sz. bölcseletének válsága és Aquinói Szt. Tamás. (A Szent István Akadémia Hittud.-Bölcseleti Oszt. Felolv. 2: 4., Budapest, 1930.)
- Unua eukaristia esperanto mondkunveno en Bp. (szerk., Budapest, 1938.)
- A bölcselet válsága a középkorban. (Budapest, 1944.)
- Aszketika és misztika (Budapest, 1952.)
- Enciclopedia teologica. (I-II., Budapest, 1953.)